# Ващаевский
Ваща́евский — хутор в Шолоховском районе Ростовской области России.
Входит в состав Колундаевского сельского поселения.

## География
Расстояние до районного центра с учётом доступа транспортом — 21 км.

## История
Образован в августе 1967 года путём объединения хуторов Верхне-Ващаевский и Нижне-Ващаевский в один населенный пункт.

## Население
| 2010 | 2014 | 2015 |
| ---- | ---- | ---- |
| 111  | ↘109 | ↘104 |

## Улицы
На хуторе имеются две улицы — Луговая и Набережная.